# Odissi

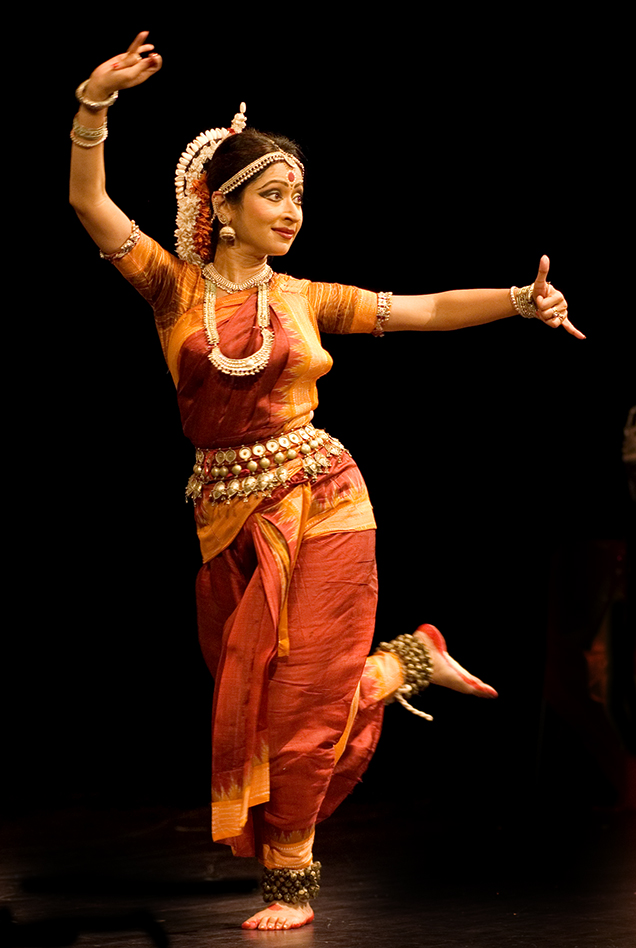
Danseuse odissi.

L'odissi (en odia : ଓଡ଼ିଶୀ) est l'une des danses indiennes classiques réapparues au cours du XXe siècle et originaire de l'État d'Odisha. Son style est la traduction régionale des différentes danses classiques indiennes qui se réfèrent aux dramaturgies antiques indiennes, dont un des textes clé est le Nâtya-shâstra. Ces danses s'inscrivent dans des pratiques anciennes de danses de l'Inde antique. Elles sont documentées notamment par des vestiges archéologiques, temples, statues et monuments.
D'un point de vue stylistique, c'est une danse proche des autres danses classiques de l'Inde du sud que sont le bharatanatyam, le mohiniattam et le kuchipudi, mais elle est caractérisée par des mouvements beaucoup plus souples, des ondulations du buste, et l'utilisation de la position tribhang dans laquelle la tête, les épaules et le bassin sont placés en ligne brisée.
Comme les autres danses indiennes classiques, l'odissi a eu au cours du XXe siècle un mouvement de revival qui a permis de formaliser et légitimer cette danse comme une caractéristique de la culture oriya.

## Historique
L'odissi est répertoriée comme danse classique de l'Odisha. Les danses classiques indiennes se réfèrent à la dramaturgie antique indienne, dont un des textes clé est le Nâtya-shâstra, et revendiquent leur spécificité selon des styles régionaux. 
Cette catégorie de "danse classique indienne", née au cours du XXe siècle dans le cadre de la montée des mouvements nationalistes indiens, s'appuie sur l'idée d'une pratique de la danse dans l'Inde antique dans les temps anciens, documentée par des vestiges archéologiques.

### Possibles traces antiques

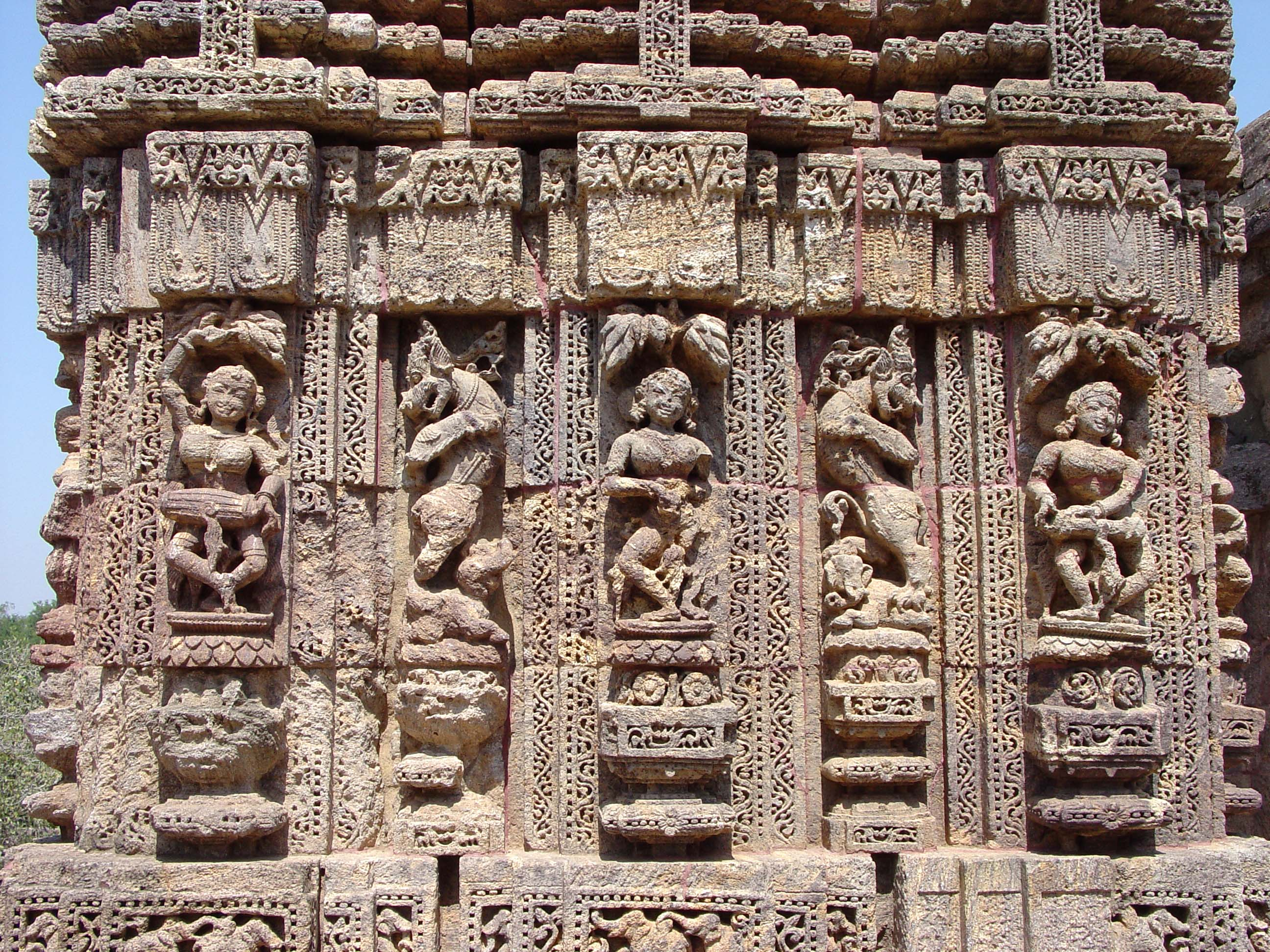
Bas-relief représentant des musiciens, dans le hall de la danse du temple de Konarak

L'odissi clame être l'héritière d'une tradition millénaire hindoue, notamment pour appuyer son statut de danse classique. Les bas-reliefs des Grottes d'Udayagiri et Khandagiri (en) près de Bhubaneswar, dans lesquels plusieurs scènes de danse sont clairement visibles, ont servi à appuyer l'idée que la pratique de la danse en Odisha était en vogue il y a plus de 2000 ans. Par ailleurs, l'odissi se réfère largement au culte local de la divinité Jagannâtha (Krishna). C'est ainsi qu'elle se réclame l'héritière des danses des maharis (servantes du temple de Jagannath à Purî au même titre que les devadâsî) et des danses de jeunes garçons nommés Gotipua. Toutefois, c'est en parallèle avec le mouvement de "revival" ou "renouveau" de la danse odissi aux alentours des années 1950, que les maharis ont graduellement cessé d'assurer leur relève dans le temple de Jagannath, et leur tradition est peu à peu entrée dans l'histoire.

### Émergence au XXe siècle
L'émergence du genre de danse odissi comme un genre spécifique et classique a eu lieu au cours du XXe siècle, en parallèle des mouvements nationalistes indiens et mouvements de reconnaissance régionale oriyas. Cette émergence est appelée revival ou renouveau de la danse, similairement à un revival qui a eu lieu à la même époque pour d'autres danses de l'Inde comme le bharatanatyam ou le kathak.
Au cours du « revival », à partir des années 1950, c'est à partir des manuscrits oriya traitant de la danse, et de l'étude des représentations des temples, notamment celles du hall de danse du temple de Sûrya de Konârak, mais aussi de traditions vivantes comme la danse des Gotipua, que les chorégraphes ont créé la danse odissi dans sa forme actuelle.
L'odissi doit sa reconnaissance de danse classique au fait qu'elle soit considérée conforme aux traditions chorégraphiques de textes dramaturgiques anciens comme le Natyashastra. Cependant, il n'y a pas de consensus scientifique sur la véracité de cette inscription dans une tradition antique ; si certain chercheurs considèrent que l'odissi actuelle est un mélange de traditions centenaires et d'innovations récentes, d'autres pensent que l'ancienneté de cette danse est un mythe et une manipulation historique.

#### Reconnaissance et l'odissi et identité régionale

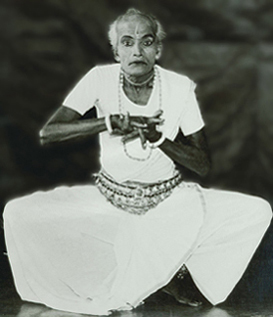
Guru Pankaj Charan Das, considéré comme l'un des pères de l'Odissi moderne

En 1936, la province de l'Orissa est reconnue comme une entité administrative indépendante, après un combat des populations oriyas réclamant une province séparée sur base linguistique. La reconnaissance de l'odissi comme un genre artistique classique à part entière, distinct des autres danses indiennes et notamment du bharatanatyam, était à l'époque un argument permettait de souligner la distinction culturelle de l'Orissa et de légitimer son indépendance régionale. En effet, certains théoriciens, notamment danseurs de bharatanatyam originaires du Tamil Nadu comme Rukmini Devi, considéraient que certaines danses indiennes du sud étaient en réalité des variations du bharatanatyam et non des styles à part entière. Certains danseurs d'odissi sont allés à Kalakshetra (première et principale école de bharatanatyam) apprendre le bharatanatyam, et auraient ensuite intégré à l'odissi certains termes et nomenclatures utilisés en bharatanatyam, ce qui rendit encore plus difficile la distinction des deux genres. Jusque dans les années 1960, le genre odissi n'était pas du tout connu, ni en Orissa ni dans le reste de l'Inde. Plusieurs évènements vinrent appuyer la reconnaissance de l'odissi comme un style distinct et surtout comme un style méritant l'appellation"classique" :
- En 1954, lors du festival "Inter-University Youth Festival" à New Delhi, deux danseurs d'odissi obtinrent un prix, ce qui était inattendu et attira l'attention d'autres experts de danses indiennes sur l'odissi, danse à l'époque assez peu connue.
- La danseuse Indrani Rahman, qui avait été élue Miss India en 1952, s'est intéressé à l'odissi, a été en Orissa pour l'étudier et l'a ensuite dansé à l'étranger.

La danse aurait été reconnue officiellement comme classique en 1958, mais seulement comme "variété régionale du bharatanatyam".

### Odissi à la période contemporaine

#### Interprètes et chorégraphes

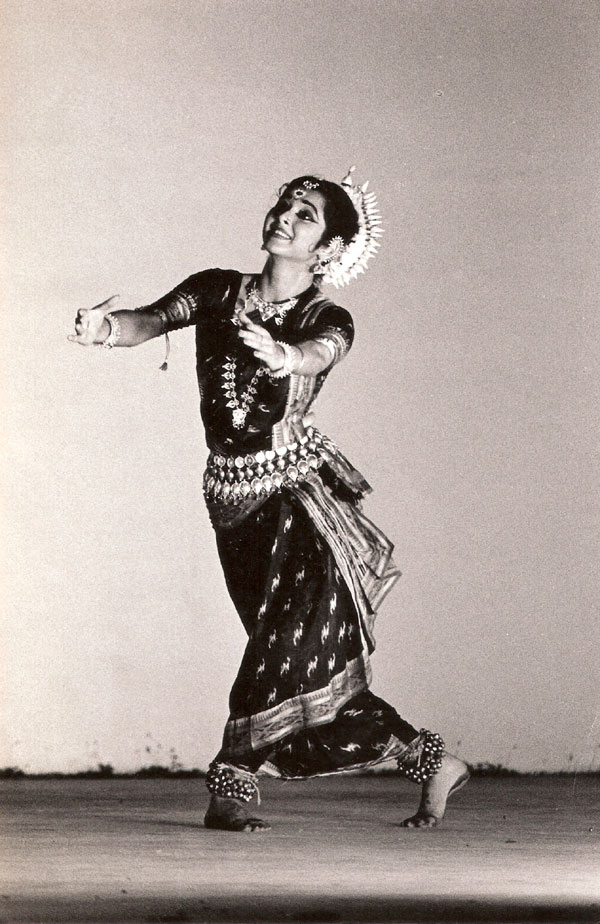
Sharmila Biswas, figure de l'Odissi contemporain

Trois hommes originaires d'Orissa sont considérés comme les père fondateurs de la danse Odissi et des trois principales écoles : Guru Pankaj Charan Das (en), Guru Kelucharan Mohapatra, et Guru Deba Prasad Das (en).
Plusieurs femmes ont également été des actrices importantes du développement et de la promotion de l'Odissi : Kumkum Mohanty (en), qui a créé le centre de recherche Odissi Research Center en 1986 et l'a dirigé jusqu'en 2004, Sanjukta Panigrahi, grande danseuse d'Odissi, Indrani Rahman, danseuse et Miss India en 1952, est souvent considérée comme la première à avoir présenté la danse à l'international, Sonal Mansingh, Minati Mishra (en) et de nombreuses autres.
La génération actuelle comporte de nombreux danseurs et chorégraphes. Nous en présentons ci-dessous une liste non exhaustive.
Notons de nombreux protagonistes comme les danseuses et chorégraphes expérimentées Madhavi Mudgal et Sharmila Biswas (en), des chorégraphes chevronnés comme Guru Gangadhar Pradhan (en), le fils et la belle-fille de l'illustre Guru Kelucharan Mohapatra, Ratikant Mohapatra (en) et Sujata Mohapatra. Citons également quelques noms d'une nouvelle génération dynamique, en Inde comme dans le reste du monde, tels que Mahina Khanum,, Aruna Mohanty (en), Ileana Citaristi, Devasmita Patnaik, Sharon Lowen (en), Chandralekha, Geeta Mahalik.

#### Écoles et centres de recherches
Un centre de recherche, l'Odissi Research Center, créé en 1986 à Bhubaneswar, est consacré à cette forme de danse, et de nombreux festivals, dont le festival de Konarâk, lui procurent des plateformes publiques.

## Caractéristiques

### Caractéristiques esthétiques
Comme la plupart des danses classiques indiennes, l'odissi conjugue danse, forme théâtrale, musique et poésie chantée. Le danseur est presque toujours en position frontale par rapport au public. La danse commence par une prière : le danseur ou la danseuse commence par prier, effectue une salutation à la terre et aux quatre points cardinaux. Un spectacle va ensuite se composer de cinq chorégraphies :
- une invocation introductive à une divinité nommée mangalacharan ;
- une séquence de danse pure (sans jeu théâtral), appelé batu dans l’école de Kelucharan Mohapatra et sthayee dans celle de Debaprasad Das ;
- une seconde séquence de danse pure mais très musicale, nommée pallavi ;
- une chorégraphie expressive avec abhinaya, basée sur un poème ;
- une chorégraphie finale, nommée moksha, qui signifie littéralement « libération du cycle des renaissances » en sanskrit.

Le rythme est très important dans la danse odissi. Les mouvements peuvent être très rapides. Le rythme est joué à la fois par les musiciens accompagnant le danseur ou la danseuse, par le maître de danse qui marque le rythme avec talam (cymbales indiennes), et par le danseur ou la danseuse lui-même dont les pas marquent le rythme, leur son étant accentué par le port de ghungroo (grelots de cheville). Une des compositions de l'odissi est le tihaï. Il s'agit d'une séquence rythmique répétant trois fois un motif. Plusieurs tihaï peuvent être emboîtés les uns dans les autres, un tihaï se terminant toujours sur le premier temps du tala (cycle et unité de base de la musique indienne) suivant. La danse est sous forme cyclique. Lors du dernier tihaï, souvent très rapide, le dernier tour va se ralentir et se terminer sur une pose fixe. C'est un mouvement lent et gracieux.
Une des positions saillantes de la danse est le tribhanga : le corps de la danseuse est divisé en trois parties, tête, épaules et bassin, qui sont placées en ligne brisée. Par ailleurs, au cours de la danse, la tête, le buste et le torse exécutent des mouvements complexes et raffinés. La fluidité des gestes différencie l'odissi d'autres styles de danses classiques indiennes, et notamment les mouvements du buste issues de la posture tribhanga. Les danseurs et danseuses d'odissi effectuent des formes d'ondulation du buste. Le chala est un mouvement latéral du buste, provoqué par une frappe de pieds, pouvant se terminer ou recommencer en sens inverse à la moitié du cycle ou à la frappe suivante.
L'expression des émotions (abhinaya) est un élément important, car l'odissi est accompagné d'un récital poétique sur le thème de l'amour entre Krishna et Radha.
La musique est régionale, du type "odissi", en contraste avec les musiques carnatiques et hindoustanies.

### Enseignement

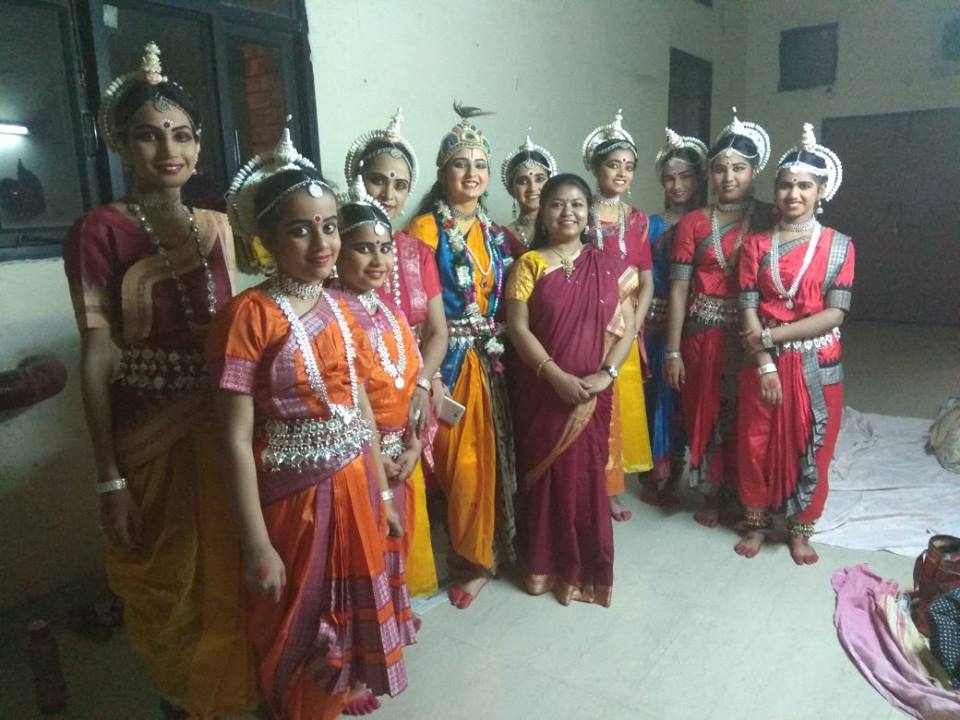
Une professeure d'odissi (au centre, portant un saree), entourée de ses disciples en tenue de danse. (Convention Center de la Jawaharlal Nehru University, 29 mai 2018)

L'enseignement de l'odissi repose sur une transmission entre un maître, guru, et un élève, shishya, la guru-shishya parampara. L'apprentissage de l'odissi, en plus de comprendre l'apprentissage de la danse pure, les mouvements et le rythme, comprends également le respect d’une éthique relationnelle, de principes moraux, et du positionnement idéologique du guru. La relation entre le maître et l'élève est très forte et le principe de fidélité à son maître et à ses principes est très fort.

## Odissi et condition féminine

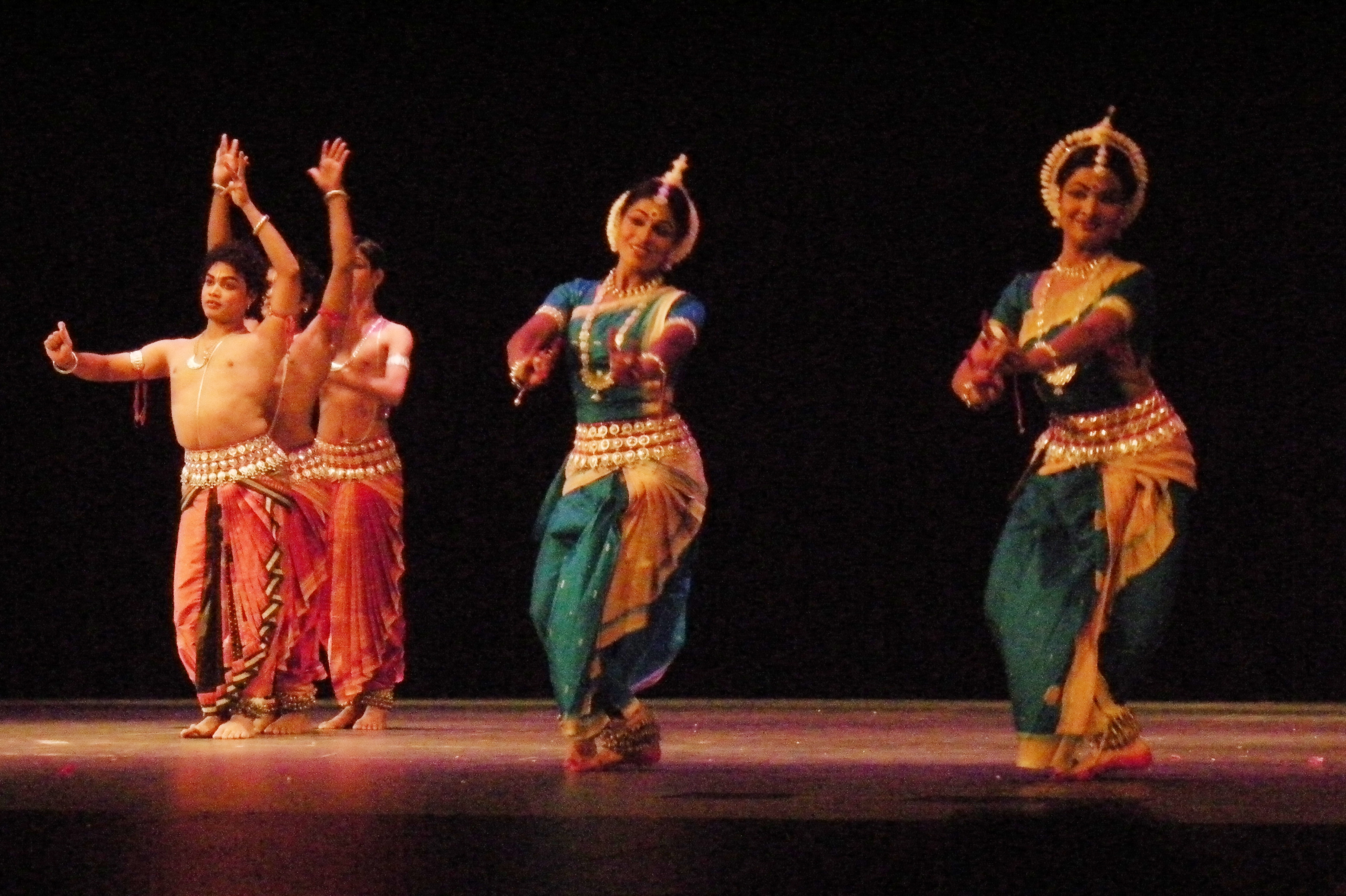
La danse Odissi peut être dansée par des femmes comme des hommes

Au début des années 1950, la pratique de la danse pour les femmes était difficile, car associée à la prostitution à la suite de l'interdiction de la danse des devadasi. De plus, se rendre à des répétitions et donc sortir tard, ou être en contact avec des hommes lors des représentations, était considéré comme négatif pour une jeune fille de bonne famille. Même dans certaines familles aisées qui payèrent des cours particuliers à leur fille (évitant ainsi la sortie), l'apprentissage s'arrêtait lorsque la jeune fille devenait plus grande et surtout lorsqu'elle était en âge de se marier. L'impossibilité de continuer la danse après le mariage se retrouve dans les témoignages de femmes jusqu'au début des années 2000.